# Chone cincta
Chone cincta är en ringmaskart. Chone cincta ingår i släktet Chone och familjen Sabellidae. Inga underarter finns listade i Catalogue of Life.